# 百丈怀海
百丈懷海（749年—814年），俗姓王，名懷海，福州長樂人，祖籍山西太原郡，唐朝禪宗禅师，為馬祖道一門下，承繼洪州宗禪法。因居洪州大雄山百丈巖（位於今之江西宜春市奉新縣），人稱百丈怀海。唐穆宗長慶元年（821年），敕諡「大智禪師」。

## 生平
百丈懷海的生卒年有兩種說法，一是唐代陳翊在《唐洪州百丈山故懷海禪師塔銘》中所說，生于天宝八年（749年），卒于元和九年（814年），壽六十六歲。另一說法是《宋高僧傳》，生於開元八年（720年），卒於元和九年（814年)，壽九十五歲。因為陳翊為懷海同時代的人，因此應以陳翊說為正。
百丈懷海在南岳懷讓禪師的弟子西山慧照出家，於衡山法朝律師受具足戒，在廬江讀閱經藏，後至马祖道一禅师處參學開悟。
懷海禪師在道一門下時並不知名。在道一過世後，他至洪州住持大雄山百丈巖，因為此巖山勢雄偉，故號百丈。其下門徒甚多，其中以黄檗希运、沩山灵祐最為聞名。
黄檗希运的弟子临济義玄开衍出临济宗，沩山灵祐和他的弟子仰山慧寂开衍出沩仰宗。

## 法脈傳承
百丈早歲離俗，十九歲在湖南衡山受了戒，於唐大曆元年(西元七六六)， 懷海與西堂智藏禪師、南泉普願禪師，前往江西歸投馬祖道一禪師。參學於江西馬祖門下，並任侍者。 
當時的禪僧依附律寺，寺中雖別設禪院，但於說法住持，未合規度。馬祖乃開山建叢林(禪宗僧眾集團)，禪院自此脫離律寺而獨立。百丈禪師此時協助馬祖領眾，以天子定禮樂而王道興，佛寺有規制則佛法興，於是融通了大小乘的戒律，制定了《百丈清規》，為禪宗首創的法制。 
懷海侍奉馬祖六年，得到印可。於馬祖圓寂之後，懷海初住浙江石門，學徒雲集，繼往江西洪州大雄山；因山岩巒高峻，又稱為百丈山，世人稱懷海為百丈禪師。 
百丈懷海入寂於唐憲宗元和九年(西元八一四)，世壽九十五，戒臘七十四。長慶元年諡號為「大智禪師」，塔名「大勝寶輪」。北宋大觀元年(西元一一○七)追諡「覺照禪師」，元順帝至元元年(西元一三三五)加諡「弘宗妙行禪師」。

## 百丈清規
怀海禅师对禅宗进行了教规改革，制定清规（后称《百丈清规》），提倡勞動，親自躬耕，力行倡导“一日不作，一日不食”，把印度僧侶托缽乞食的傳統，改為中國式的自食其力。懷海禪師年事已高，有一次，弟子體諒懷海禅师年邁，將懷海禪師的鋤頭等耕田工具藏起來，懷海禅师那天被迫無法工作，而當天，懷海禪師也拒絕進餐。從此，再也沒有人敢阻止懷海禪師工作了。

## 主要著作
現存百丈語錄有百丈懷海禪師語要二卷、百丈懷海禪師語錄一卷、百丈懷海禪師廣錄一卷，收在卍續藏。天聖廣燈錄卷八、卷九，載有師之全部語錄。與祖堂集卷十四、景德傳燈錄卷六百丈章，及宗鏡錄卷九十八之語合觀。

## 野狐禪
《無門關》一書記載一則禪宗公案：一次，懷海禪師說法結束，大眾皆退，惟獨一老者逗留，於是怀海禪師問道：「你是何人？」
老者答道：「我不是人，是一隻野狐。過去佛時，我為比丘，曾在此山修禪傳法，因一位弟子問我：『大修行人還落因果也無？』我回答：『不落因果！』因此一語，五百世墮落野狐之身，今請大師慈悲開示，令我脫野狐之身！大修行人還落因果也無？」
懷海禪師答道：「不昧因果！」（不違背因果）老者大悟，隨即告辭。
翌日，懷海禪師領寺中眾僧到後山，並找出一狐屍，令以亡僧之禮火葬。
不落因果，指大修行人不受因果報應，並不符合因果的道理，有因就有果，任何人都無法逃出因果之外，佛教故事中，連已經得道成佛的釋迦牟尼佛，都曾經因為因果報應所苦，頭痛三天。
後代，禪宗將旁門左道的禪法，稱為野狐禪。日常用語中引申為獨辟蹊徑、特立獨行的行為。

## 三百丈
在歷史上，有三位禪師，同號百丈，因為時代相近，常被混為一談。一是百丈懷海的師兄，百丈惟政，另一則是百丈懷海的弟子，百丈法政。
百丈惟政，《祖堂集》中記載，為馬祖道一門下，因野鴨子而開悟。

## 外部連結
- 天聖廣燈錄 （页面存档备份，存于）
- 重修百丈大智懷海禪師塔院記 （页面存档备份，存于）